# Carlo Burschel
Carlo Burschel (* 17. Juli 1962 in Lauterbach; † 9. Mai 2023 in Fulda) war ein deutscher Umweltökonom, Sozialwissenschaftler, Designhistoriker und Autor.

## Leben
Burschel wuchs in Fulda auf. Er absolvierte ein Doppelstudium der Betriebswirtschaftslehre und Soziologie an der Otto-Friedrich-Universität Bamberg und promovierte zum Dr. phil. an der RWTH Aachen. Er hatte Lehraufträge an der Universität Osnabrück und der Universität Hohenheim.
Er publizierte zur nachhaltigen Unternehmensführung und zur Designgeschichte der deutschen Moderne, insbesondere zu den Werken von Heinrich Löffelhardt, Wilhelm Wagenfeld und Hermann Gretsch.
Er war Kurator mehrerer Ausstellungen, zuletzt zur Druckgraphik des „Jungen Kunstkreis Fulda“ im Vonderau Museum Fulda und war Herausgeber des Ausstellungskatalogs, gestaltet von Franz Erhard Walther.

## Werke
- Umweltschutz als sozialer Prozess. Die Organisation des Umweltschutzes und die Implementierung von Umwelttechnik im Betrieb, Opladen 1996.
- mit Thomas Claes, Hendric Hallay, Reinhard Pfriem: Umweltpolitik in kleinen und mittleren Unternehmen, München Wien 1999.
- mit Dirk Losen, Andreas Wiendl: Betriebswirtschaftslehre der Nachhaltigen Unternehmung, München Wien 2004.
- (Hrsg.): Heinrich Löffelhardt. Industrieformen der 1950er bis 1960er Jahre aus Porzellan und Glass, Bremen 2004
- mit Heinz Scheiffele: WMF Ikora & Myra Gläser. Unika und serielles Kunstglas der 1920er und 1950er Jahre Band 1, Stuttgart 2003.
- mit Heinz Scheiffele: WMF Ikora & Myra Gläser. Unika und serielles Kunstglas der 1920er und 1950er Jahre Band 2, Stuttgart 2006.
- Junger Kunstkreis Fulda. Aufbruch in die Nachkriegsmoderne - Franz Erhard Walthers Hinwendung zur Avantgarde der 1960er Jahre, Stuttgart 2019.